# Puchar Świata w skokach narciarskich w Saint-Nizier
Puchar Świata w skokach narciarskich w Saint-Nizier został po raz pierwszy rozegrany w sezonie 1979/80. Na Dauphine triumfowali Piotr Fijas z Polski, oraz norweg Tom Christiansen. Rok później w Saint-Nizier najlepszy był Roger Ruud z Norwegii. W sezonie 1981/82 organizatorzy mieli nie lada problemy z wysokimi temperaturami i brakiem śniegu. Nie udało się im jednak zapobiec i konkursy zostały odwołane. Od tego momentu na Dauphine w Saint-Nizier nie rozgrywano zawodów o Puchar Świata.

## Zwycięzcy konkursów PŚ w Saint-Nizier
| Lp | Data             | Skocznia | Punkt K | Uwagi | 1. miejsce       | 2. miejsce      | 3. miejsce      |
| -- | ---------------- | -------- | ------- | ----- | ---------------- | --------------- | --------------- |
| 1. | 9 lutego 1980    | Dauphine | K-112   | –     | Piotr Fijas      | Hans Wallner    | Stanisław Bobak |
| 2. | 10 lutego 1980   | Dauphine | K-112   | –     | Tom Christiansen | Alois Lipburger | Tom Levorstad   |
| 3. | 28 lutego 1981   | Dauphine | K-112   | –     | Roger Ruud       | Ivar Mobekk     | Ernst Vettori   |
| –  | 9 stycznia 1982  | Dauphine | K-112   | [ 1 ] | odwołany         | odwołany        | odwołany        |
| –  | 10 stycznia 1982 | Dauphine | K-112   | [ 1 ] | odwołany         | odwołany        | odwołany        |

## Najwięcej razy na podium według państw
| Miejsce | Państwo  | Zwycięstwa | 2. miejsca | 3. miejsca | Łącznie |
| ------- | -------- | ---------- | ---------- | ---------- | ------- |
| 1.      | Norwegia | 2          | 1          | 1          | 4       |
| 2.      | Polska   | 1          | 0          | 1          | 2       |
| 3.      | Austria  | 0          | 2          | 1          | 3       |